# Клан (фільм, 2004)
«Клан» (фр. Le Clan) — французький фільм-драма 2004 року, поставлений режисером Гаелем Морелем.

## Сюжет
Троє рідних братів пережили велику втрату. Їх мати раптово померла. Батьку сімейства нелегко, адже тепер уся турбота про дітей лягла на нього. Хлопці готові на все один заради одного, але частенько вони не можуть порозумітися і домовитися про прості речі. Старший, 26-річний Крістоф (Стефан Рідо), опинився у в'язниці, але вийшовши на свободу, починає жити інакше. Він знаходить роботу і хоче усім догодити. Він добре ладнає з батьком і при нагоді він допомагає йому виховувати молодших братів. 22-річний Марк (Ніколя Казаль) дуже страждає після смерті матері. За вдачею він добрий хлопець, але іноді запальний. Він єдиний, кому важко знайти взаєморозуміння з батьком. Намагаючись втекти від проблем, він проводить багато часу в компанії місцевої банди. Незабаром підсаджується на наркотики, через що потрапляє в неприємну історію.
Молодшому братові — Олів'є (Тома Дюмерше) — всього 17 років. Він намагається примирити братів, хоча і йому важко впоратися з болем втрати. Щодня він розмовляє з прахом матері, але одного разу за підтримки середнього брата, він знайшов в собі сили розвіяти прах над річкою, як і просила колись матір. Олів'є часто зустрічається зі своїм другом-арабом, з яким у нього таємний роман. Але, не дивлячись на, здавалося б, повну протилежність, брати знаходять час для того, щоб поспілкуватися і провести час на природі.

## У ролях
| Ніколя Казаль | ···· | Марк    |
| Стефан Рідо   | ···· | Крістоф |
| Тома Дюмерше  | ···· | Олів'є  |
| Салім Кеш'юш  | ···· | Хісам   |
| Бруно Лоше    | ···· | батько  |

| Венсан Мартінес | ···· | «Професор» |
| Жаккі Берруайє  | ···· | Робер      |
| Ор Атіка        | ···· | Емілі      |
| Ніколя Пас      | ···· | Монтана    |
| Матіас Олів'є   | ···· | Раян       |

## Визнання
| Нагороди та номінації фільму «Клан» | Нагороди та номінації фільму «Клан»       | Нагороди та номінації фільму «Клан» | Нагороди та номінації фільму «Клан» | Нагороди та номінації фільму «Клан» | Нагороди та номінації фільму «Клан» |
| Рік                                 | Кінофестиваль/кінопремія                  | Категорія/нагорода                  | Номінант                            | Результат                           | Результат                           |
| ----------------------------------- | ----------------------------------------- | ----------------------------------- | ----------------------------------- | ----------------------------------- | ----------------------------------- |
| 2005                                | Міланський міжнародний ЛГБТ-кінофестиваль | Спеціальна згадка                   | Клан                                | Перемога                            |                                     |